# Det gamle borgerhus
Det gamle borgerhus eller Skomagerens hus, er Koldings ældste hus, og er sandsynligvis bygget i 1589. Huset ligger i Helligkorsgade, og området har sandsynligvis været tilskrevet et af Sct. Nicolai kirkes seks altre, muligvis Hellig Kors Alter eller Hellig Trefoldigheds Alter. Huset er nok opført eller genopført, efter den store brand i 1583, der hærgede den østlige del af Kolding.
Hoveddørens egetræsoverligger bærer inskriptionen; "Oh herre vil du vort hus bevare, da står det for al frygt og fare 1589"
 samt initialerne, H.I. og D.H. 
Sikkert er det dog, at i 1649, boede der en skomagerfamilie i huset. Huset har haft adskillige ejere og er blevet ombygget og udvidet flere gange gennem tiderne. I Slaget ved Kolding, blev byen udsat for et stort bombardement og mange huse brød i brand, men huset blev dog ikke udsat for stor skade. I den bageste gavlmur, er der indmuret en kanonkugle til minde om slaget.
P. Martin Møller, var nok den mest markante historiske skikkelse, som har beboet det gamle skomagerhus. Han oplevede gadekampene i 1849 gennem sine vinduer og nedskrev hændelserne. Han interesserede sig for arkæologi og under udgravningsarbejder og pumpearbejder i forbindelse med havneudvidelser i 1860'erne var han så godt som ene, om at indsamle de fortidsminder, der dukkede op. Han indsamlede over 1000 stenredskaber, som overgik til Nationalmuseet og Koldinghus, ved hans død i 1915. På daværende tidspunkt, var huset i forfald og der var risiko for, at det ville blive revet ned, for at give plads til nybyggeri. Nedrivningen blev forhindret af lokalhistorikeren og senere æresborger i byen, I. O. Brandorff, guldsmed Holger Kyster og konsul Jacob Ræder. Disse mænd samarbejdede med foreningen til gamle Bygningers bevarelse og med Nationalmuseets samtykke, blev huset restaureret. Nogle år senere, da huset var gældfrit, overgik det til kommunen og i 1939 var en restaurering af huset indre, afsluttet. 
Huset blev fredet i 1918
I dag er huset i kommunens regi og kan lånes af foreninger o. lign. til udstillinger og mindre events.